# Porophyllum
Genre
Classification phylogénétique
Porophyllum est un genre de plantes à fleurs de la famille des Asteraceae (ou Composées) regroupant 92 espèces.
Ce sont des arbustes originaires d'Amérique. Leurs feuilles possèdent de grandes glandes qui dégagent des huiles aromatiques. De nombreuses espèces de ce genre sont utilisées comme assaisonnement en cuisine.

## Liste d'espèces
Selon ITIS :
- Porophyllum gracile Benth.
- Porophyllum greggii Gray
- Porophyllum leiocarpum (Urban) Rydb.
- Porophyllum pygmaeum Keil & J. Morefield
- Porophyllum ruderale (Jacq.) Cass.
- Porophyllum scoparium Gray
- Liste complète des espèces